# Гюрджян, Лиана
Лиана Гюрджян (арм. Լիանա Գյուրջյան; род. 13 июня 2002) — армянская тяжелоатлетка, выступающая в весовой категории до 81 и до 87 килограммов. Двукратный призёр чемпионатов Европы (2021, 2025). Участница чемпионатов мира и Европы.

## Биография
Лиана Гюрджян родилась 13 июня 2002 года.

## Карьера
Лиана Гюрджан завоевала золото на молодёжном чемпионате Европы 2018 года в весовой категории до 69 кг. Она подняла в рывке 86 килограммов, а затем толкнула 107 кг.
На летних юношеских Олимпийских играх 2018 года в Буэнос-Айресе Лиана выступала в весовой категории свыше 63 килограммов. Она сумела поднять 92 килограмма в рывке, но в толчке осталась без зачётной попытки.
На чемпионате мира по тяжёлой атлетике 2018 года в Ашхабаде выступала в новой весовой категории до 71 кг и заняла итоговое 19-е место с результатом 195 кг: 85 в толчке и 110 в рывке.
На чемпионате Европы 2019 года в Батуми завоевала бронзовую медаль в весовой категории до 81 килограмма. Она подняла 97 килограммов в рывке и 120 кг в толчке. В том же году она завоевала серебро на молодёжном чемпионате мира в весовой категории до 76 кг, подняв 208 килограммов (92 + 116). На юниорском и молодёжном чемпионатах Европы 2019 года она завоевала золотые медали.
В апреле 2021 года на Чемпионате Европы в Москве, армянская тяжелоатлетка в весовой категории до 81 кг, с результатом 227 килограммов стала бронзовым призёром чемпионата Европы. В упражнении «рывок» с весом на штанге 98 кг она стала шестой, а в упражнении «толчок» с весом 129 килограммов она взяла малую серебряную медаль.
На чемпионате Европы 2025 года в Кишинёве в весовой категории до 87 кг завоевала серебряную медаль с итоговым результатом 246 кг. В отдельном упражнении «толчок» она завоевала малую серебряную медаль (140 кг).